# Maud d’Orby
Maud d'Orby (Valladolid, 1851-1929) fue una modelo de fotografía y estrella de opereta (soprano) española que causó furor en París y Bruselas durante la Belle Époque.

## Carrera
D'Orby se inició como cantante de ópera cómica a finales del siglo XIX; es posible que haya actuado antes en España, pero sólo se la menciona en la prensa francesa a partir de esa época.
Trabajó en París (Théâtre des Bouffes-Parisiens, Olympia, La Cigale, Scala) y en Bruselas (Théâtre de la Gaîté, Théâtre du Vaudeville, Folies Bergère).
Su éxito parisino comienza en el Teatro Lírico, allí interpreta la antigua ópera cómica (opera Bouffe), luego pasa al 
Olympia, donde interpreta papeles en varias operetas, como Jean qui pleure et Jean qui rit (Voltaire), Leur Femme (22-05-1897, opereta en 1 acto de P. Fournier, música de Edmond Missa). y Mé-Va-Ka.
Ballet de opereta Déjeuner sur l'Herbe, de Ed. Missa luego Barbe-Bleue (Barba Azul) interpretado por Charles Lecoq en el Theatre des Bouffes-Parisiens.
En 1899 como Rebeca en Josephine Vendue par ses Soeurs (ópera cómica en 3 actos, libreto Paul Fevrier y Fabrice Caree, música de Victor Roger) y
como Christiane en du Soleil de Minuit (ópera cómica en 3 actos, Nuitter & de Beaumont, música Albert Renaud).
1899 en la la Demoiselle aux Camélias (ópera cómica en 3 actos, libreto gebr. E. y E. Adenis, música M.E. Missa).
Como 'Céleste en la ópera Véronique (ópera cómica en 3 actos, libreto Georges Duval y Albert Vanloo, música André Messager).
Una ópera posterior es: 1907: La Poudre d'Escampette,

### La Commère
Además de su talento para el canto y la actuación, fue especialmente elogiada por su alegre voz sonora. Por ello, le pidieron el papel de La Commère (la chismosa) para muchas operetas. 
El comisario era la persona que contaba la historia, conectando así las diferentes escenas. Lo hizo de una manera juguetona y alegre y, en parte gracias a su llamativo aspecto, consiguió entusiasmar al público.

### Modelo
Fue retratada en varias ocasiones por Leopold Reutlinger, estas fotos fueron vendidas y publicadas en revistas como Le Figaro Modes, Paris qui Chante.
Su aspecto se caracterizaba por sus hermosas ropas, con grandes sombreros con plumas y flores y vestidos con exquisitas joyas (con preferencia por las perlas).
En la Exposición de 1900, Photographie Artistique et Industrielle de Bruselas, se expusieron fotografías suyas que recibieron un amplio reconocimiento.
El fotógrafo Jean Agélou, que se dedicaba a hacer fotos eróticas, también realizó algunas.

### Revista
También brilló en varias revistas, especialmente después de 1900, cuando la revista como nueva forma de arte se hizo cada vez más popular.
En 1901, en Bruselas, la revista de George Garnier.
En 1904 en Les Ambassadeurs la revista de Gorsse y Nanteuil.

## Galería

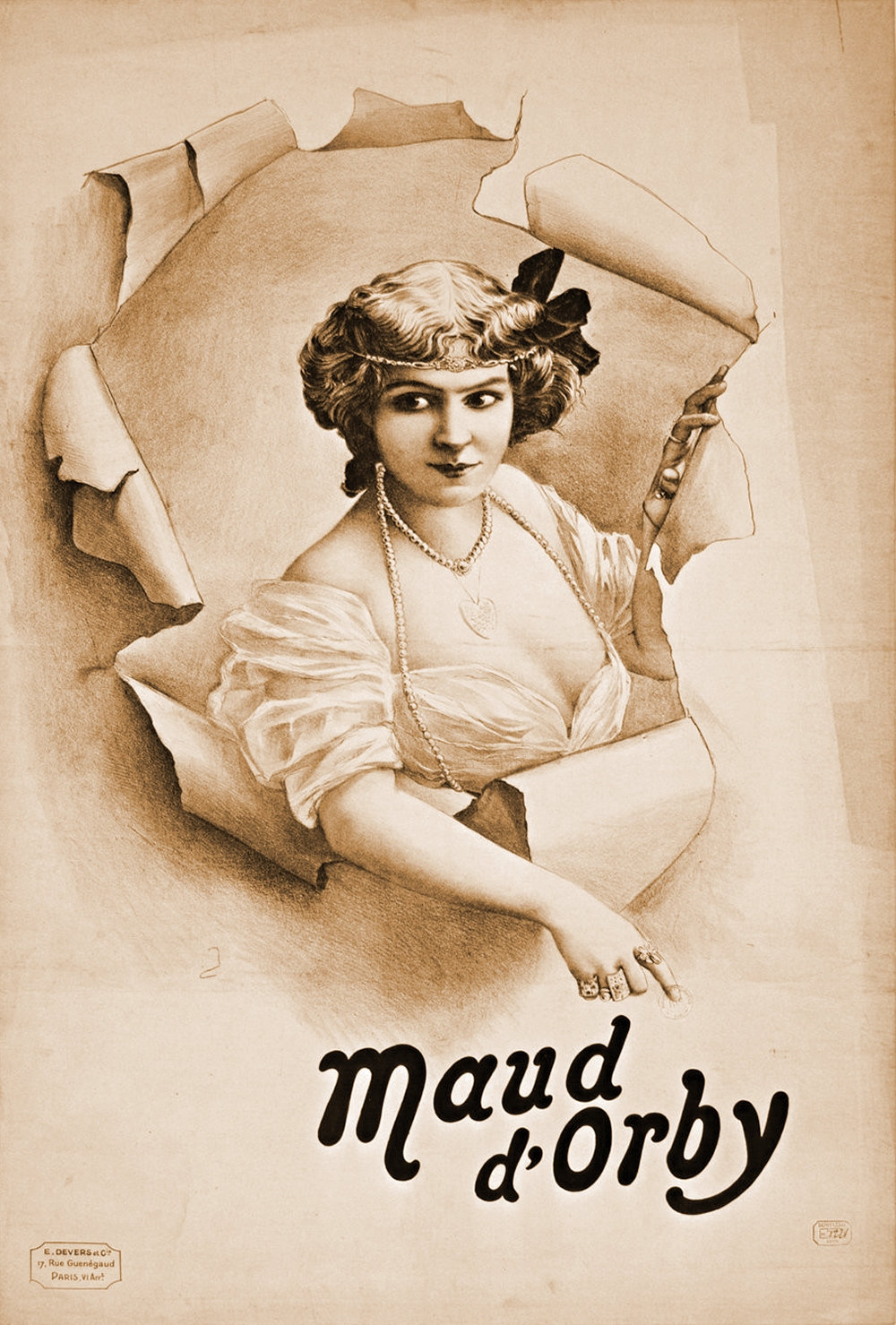
Poster Maud d'Orby
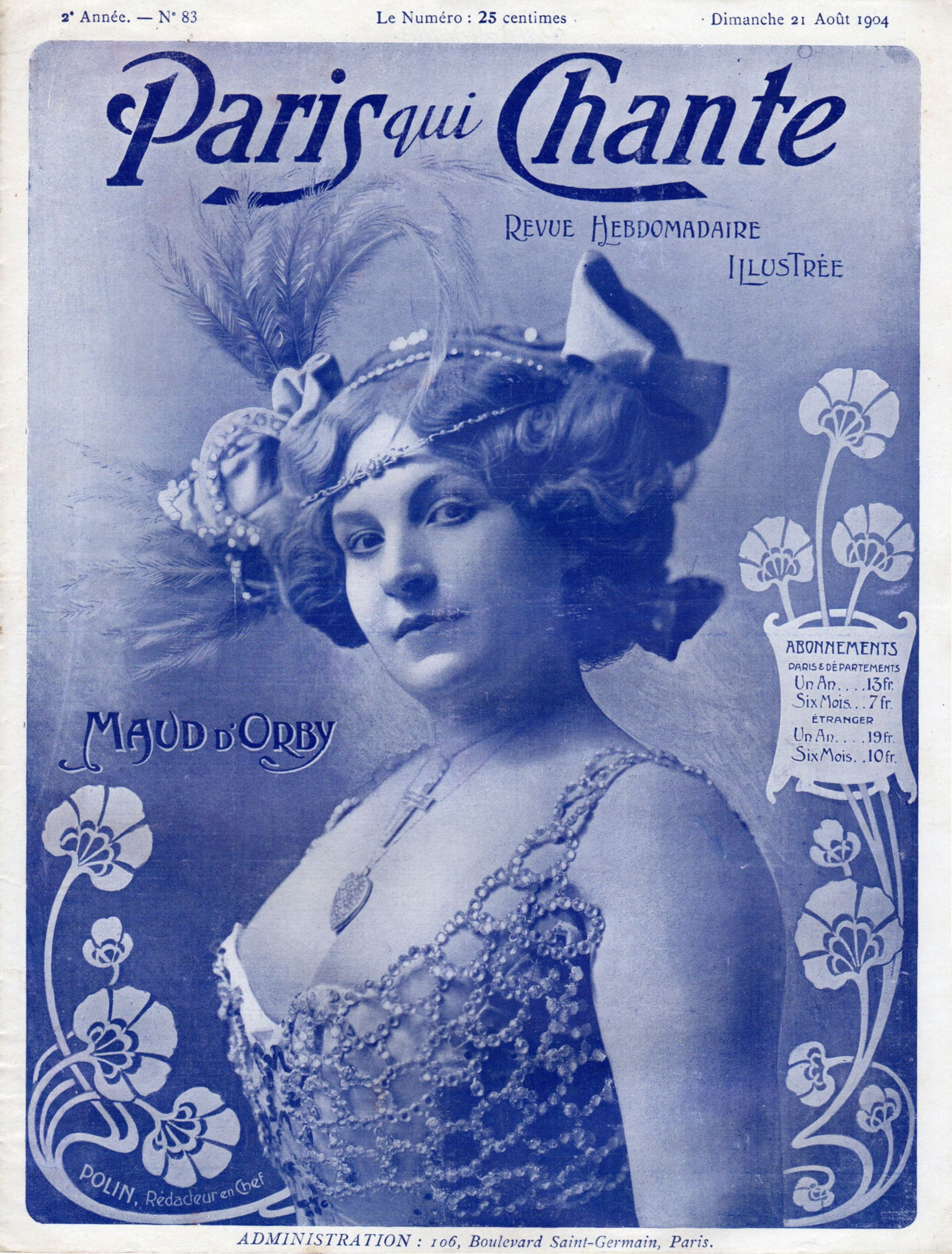
Paris qui Chante, programa de trabajo
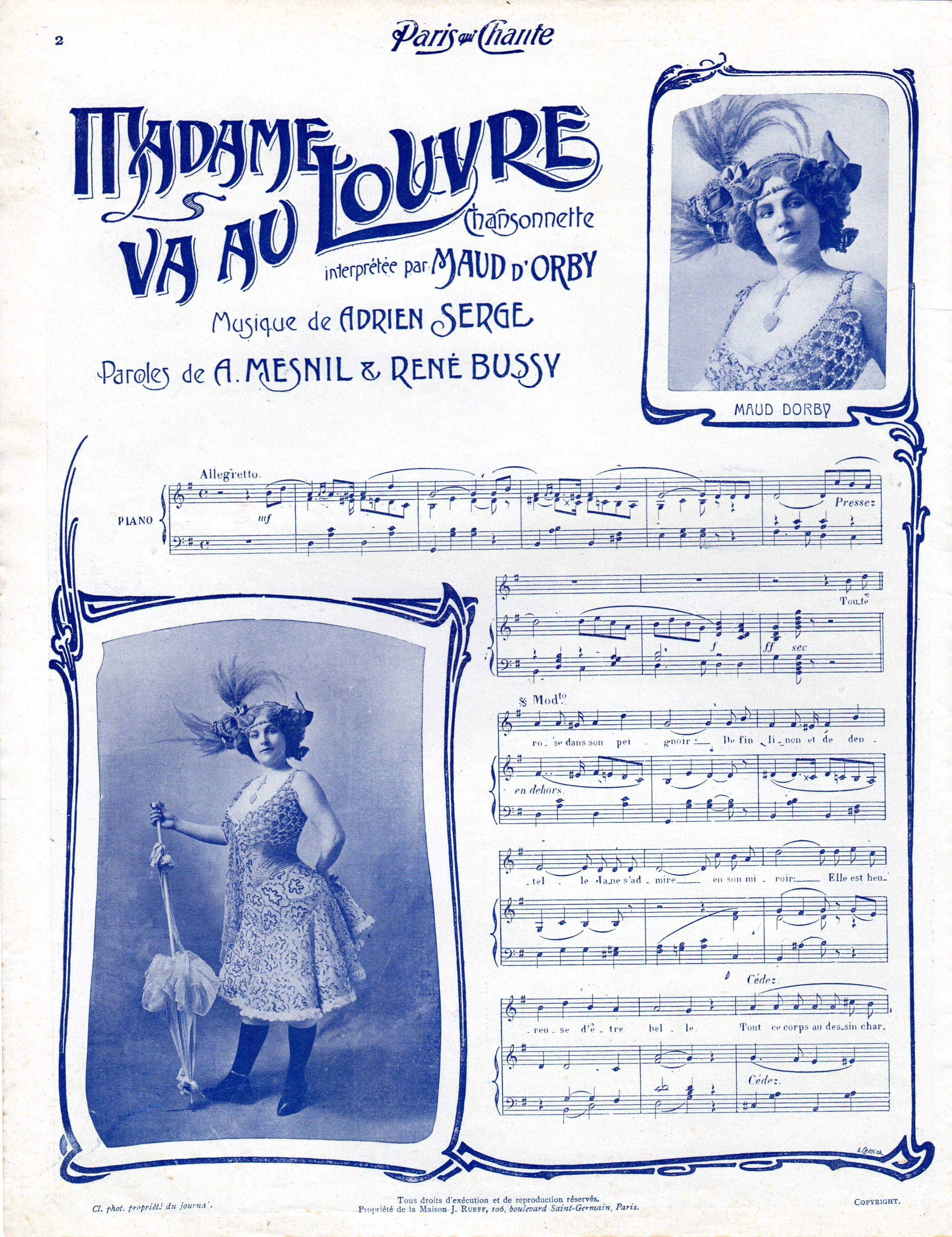
Paris qui Chante, programa de trabajo
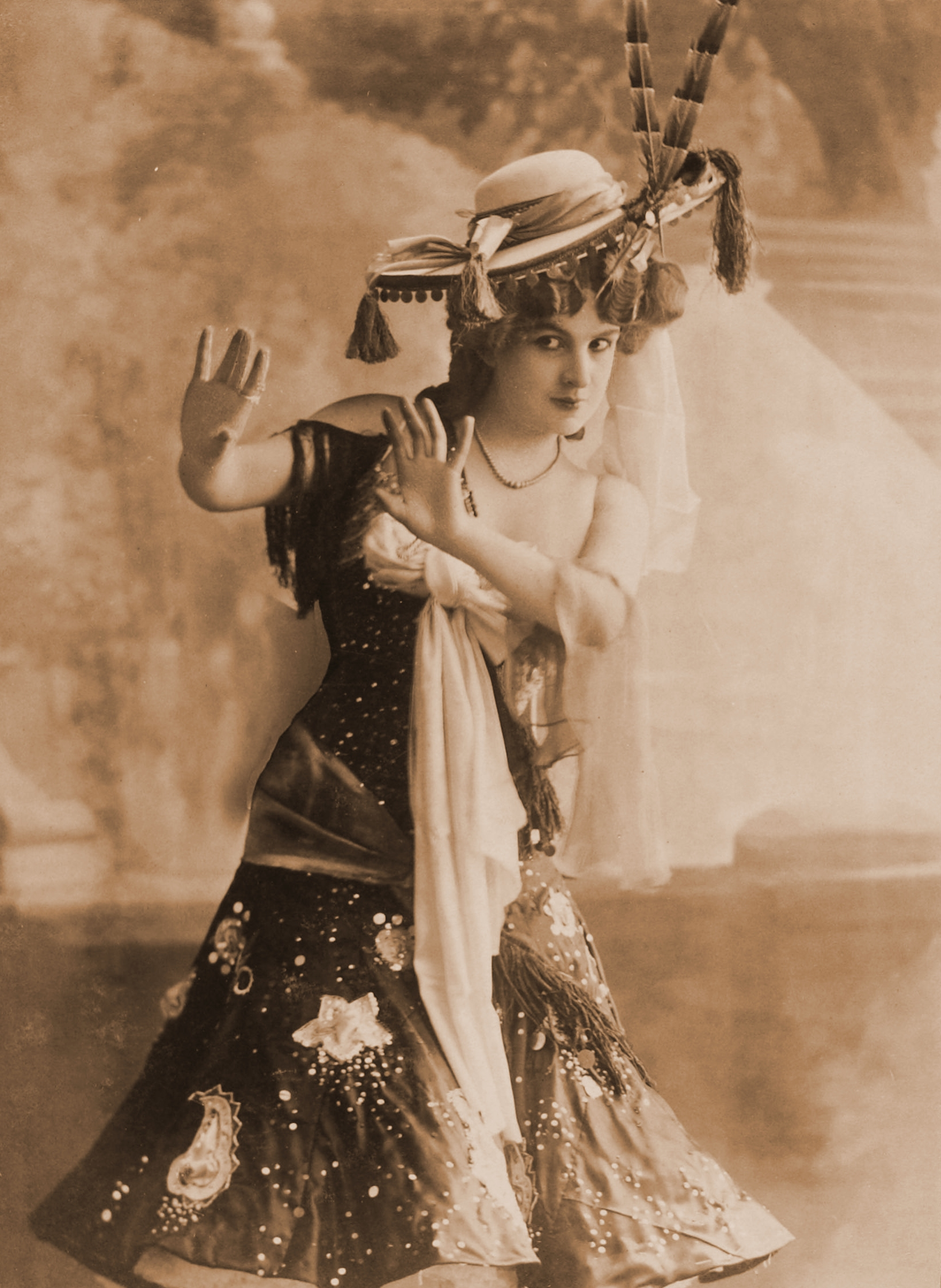
álbum Reutlinger
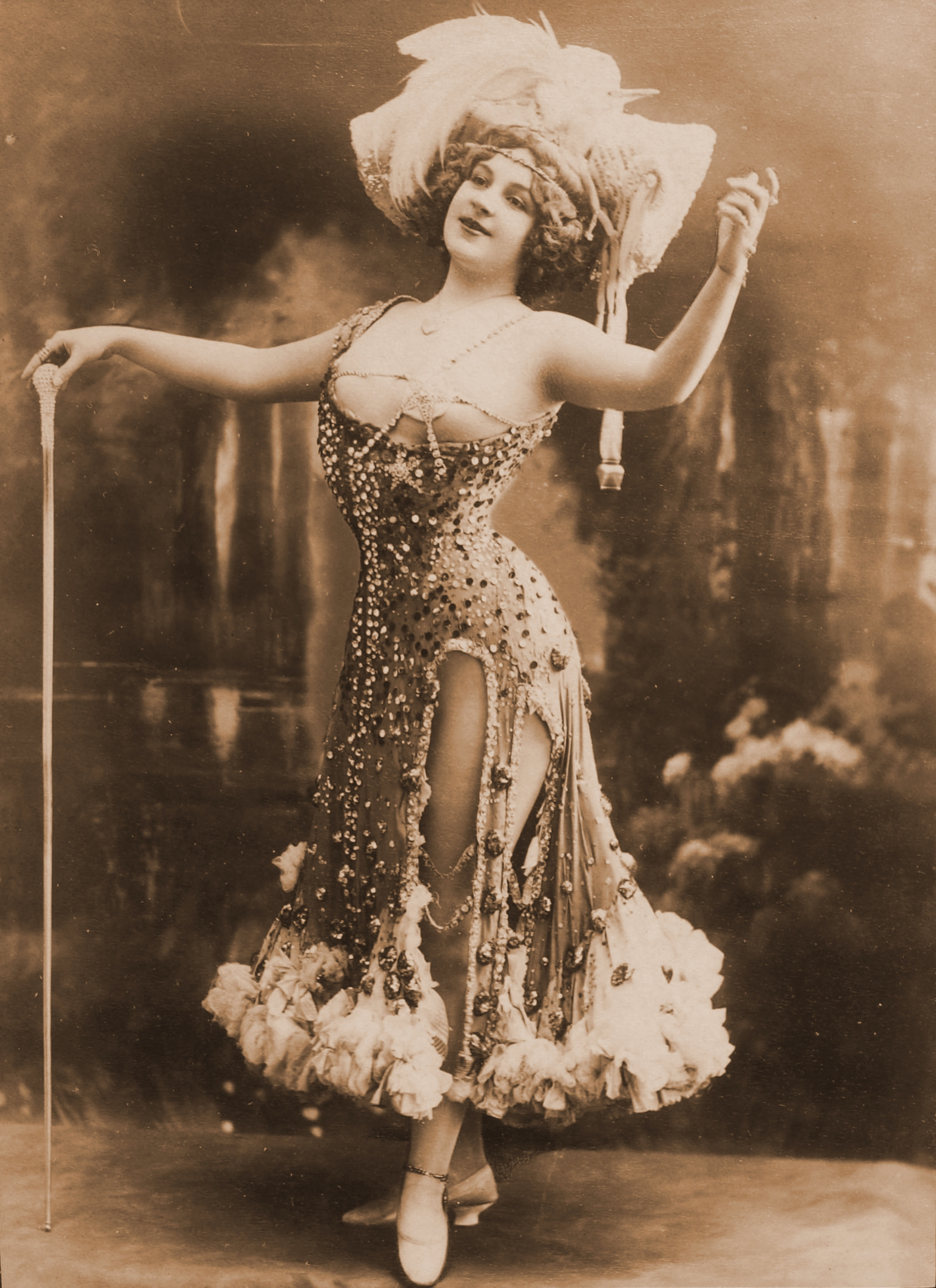
álbum Reutlinger
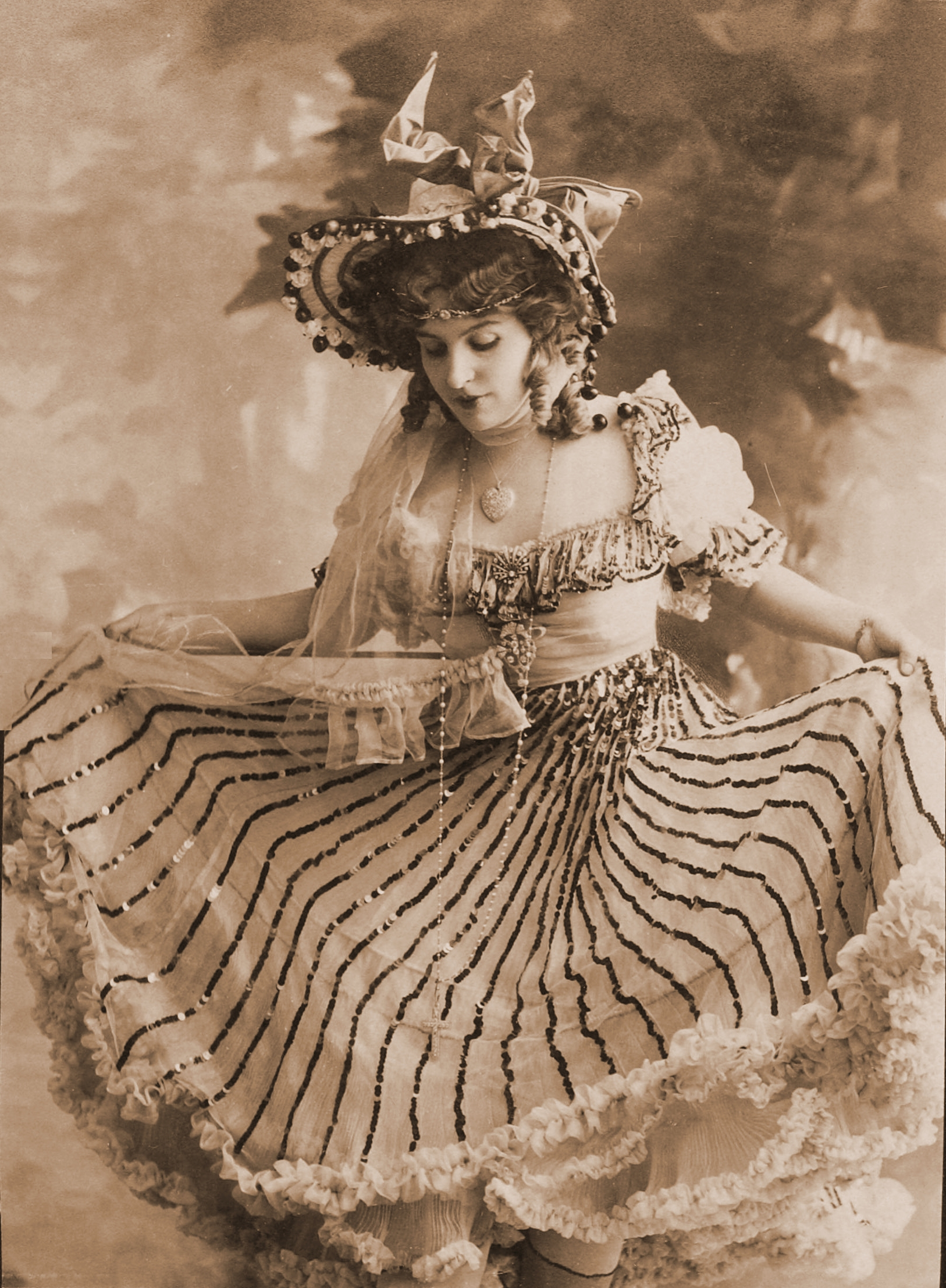
álbum Reutlinger
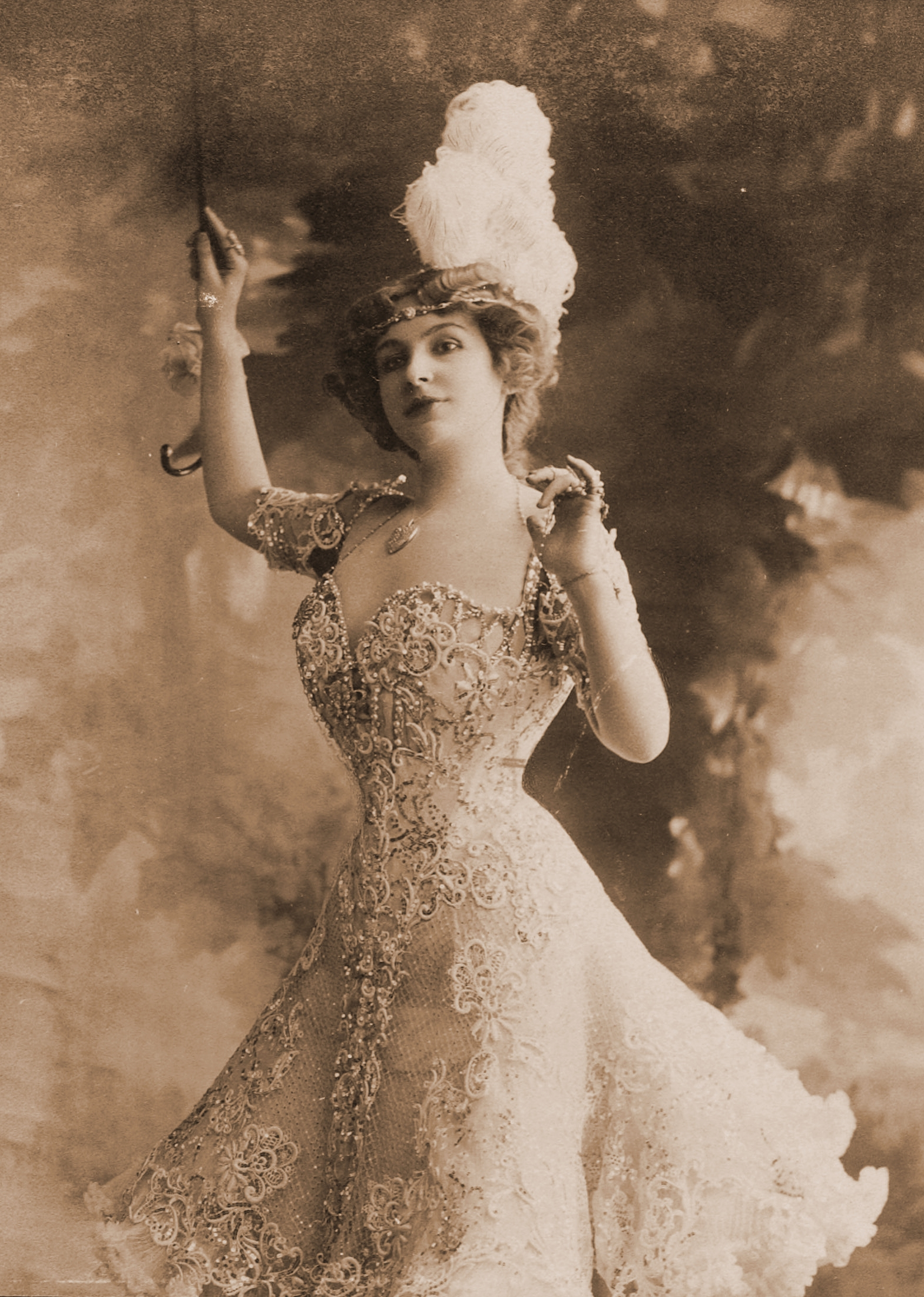
álbum Reutlinger
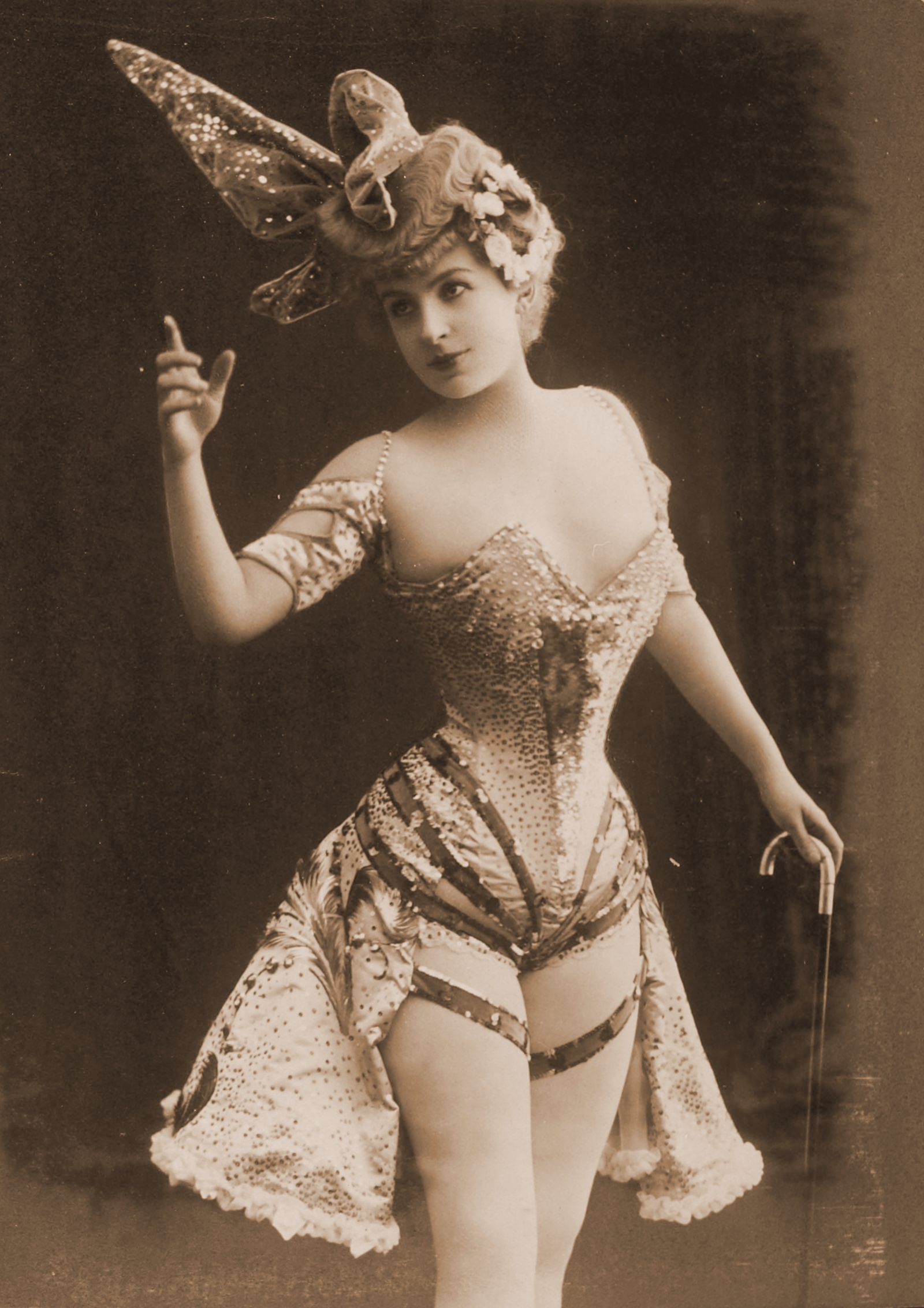
álbum Reutlinger
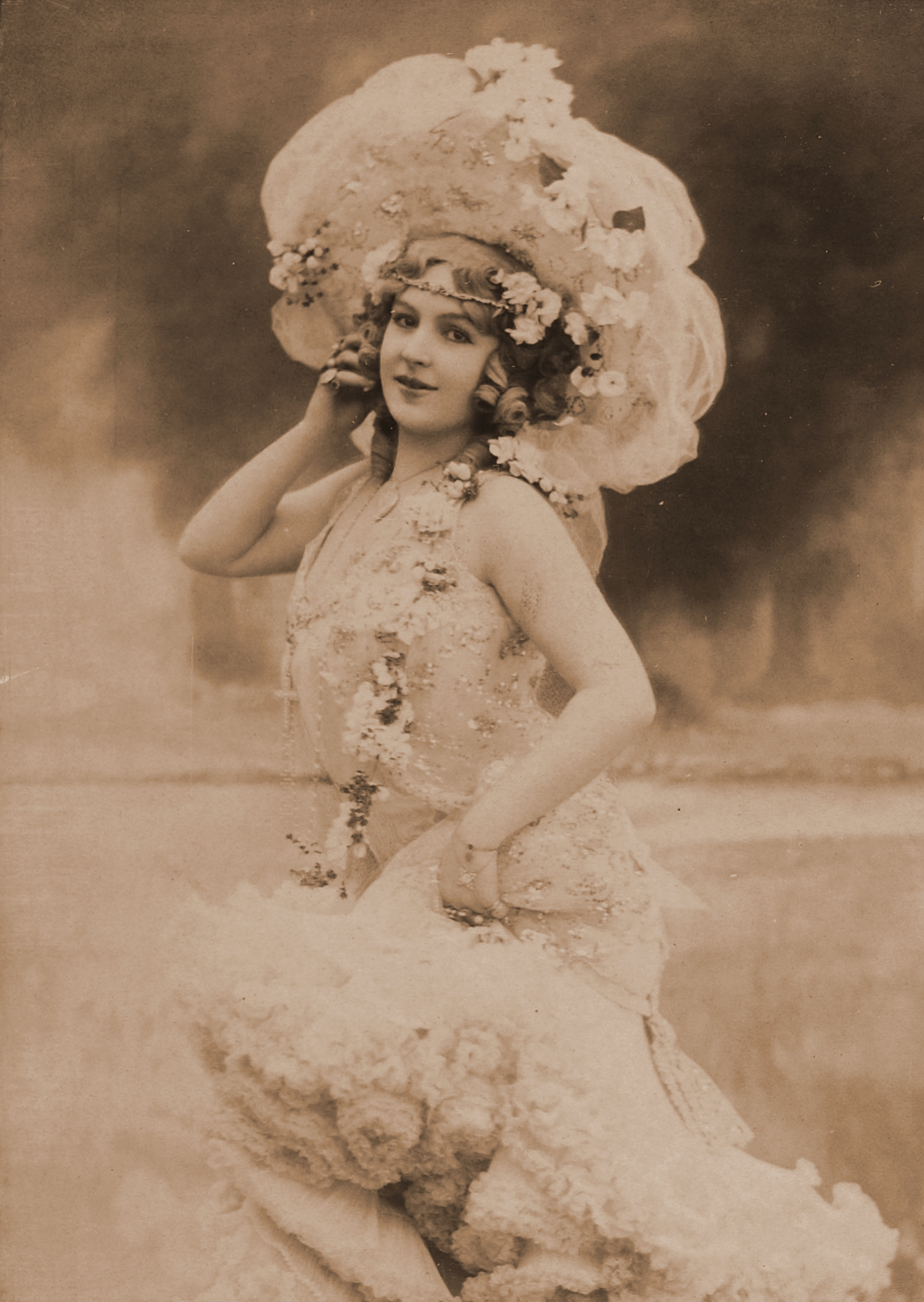
álbum Reutlinger
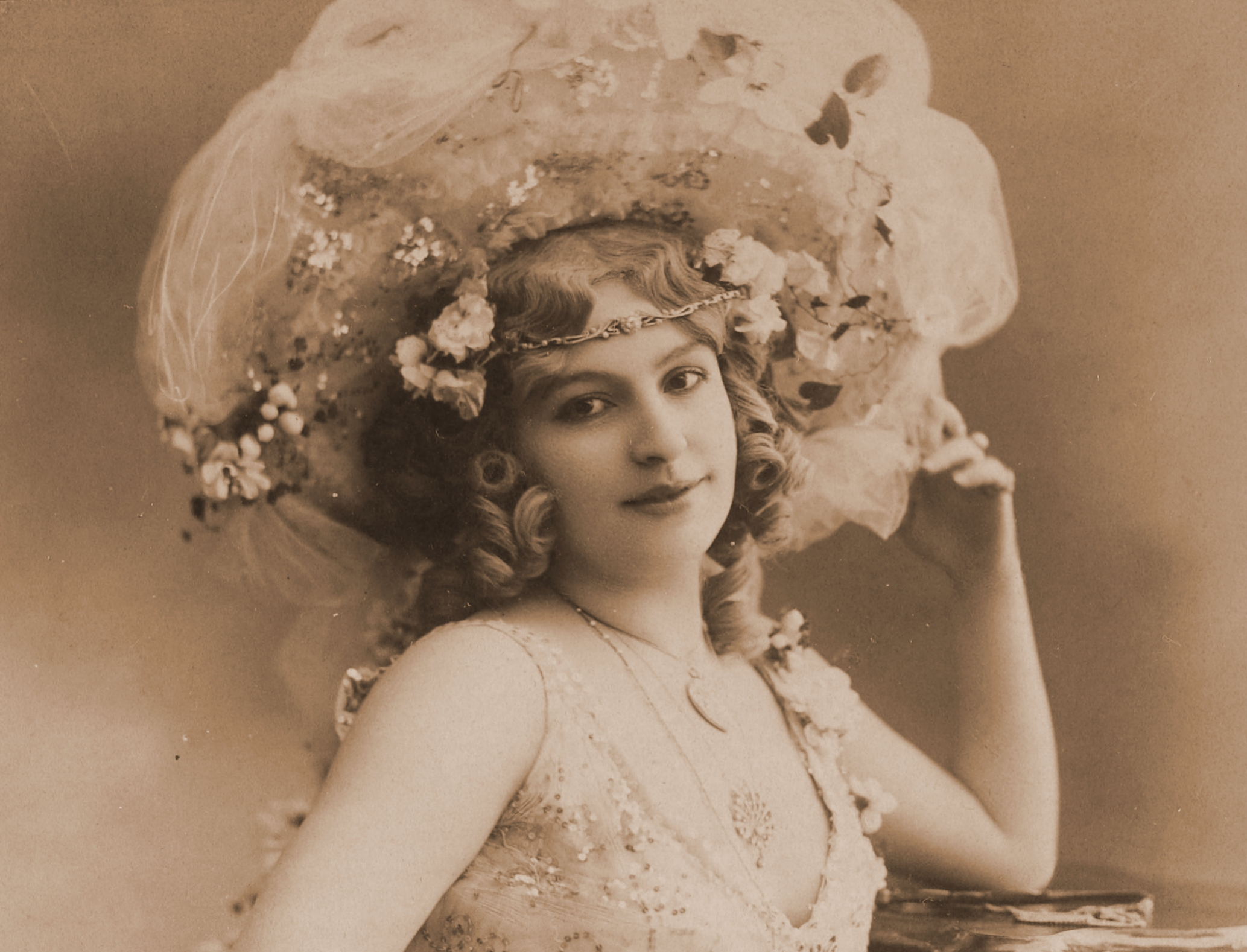
álbum Reutlinger
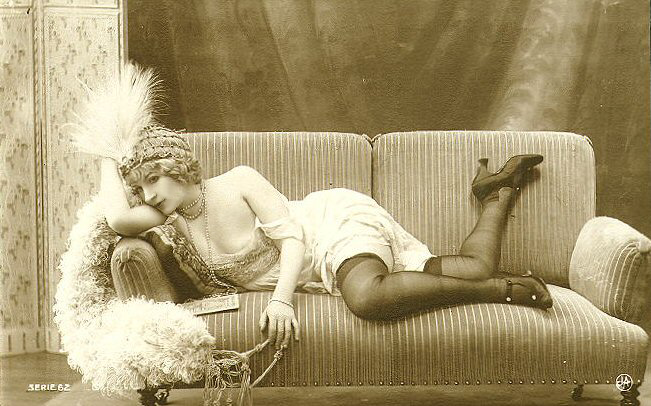
grabación de Jean Agélou